# Космос (цирк)
Доне́цкий госуда́рственный цирк «Ко́смос» — театрально-зрелищное учреждение культуры. Расположено в Ленинском районе Донецка к югу от центрального парка им. Щербакова. Цирк был открыт 26 августа 1969 года, в канун юбилейных торжеств, посвящённых 100-летию города Донецка.

## История
Первый стационарный цирк в Донецке был открыт 7 января 1926 года и представлял собой деревянное здание. Инициатором строительства и первым директором цирка стал Фёдор Дмитриевич Яшинов. Артистическая труппа выбрала название «Коларт» (коллектив артистов). Здание сгорело в 1933 году. В последующие годы в городе работали многочисленные передвижные цирки-шапито.
Современное здание Донецкого цирка построено трестом «Донецкгорстрой» по проекту архитекторов из московского института «Гипротеатр» и молодых инженеров из института «Донбассгражданпроект». Строительство планировалось сразу после окончания Второй мировой войны, но в связи с тяжёлой ситуацией в стране было начато значительно позже. Построено здание было в 1969 году. При строительстве было решено отказаться от традиционных форм цирка с куполом и создать уникальное сооружение в виде усечённого цилиндра диаметром 60 метров и высотой 30 метров.
На арене цирка выступали представители артистических династий Дуровых, Филатовых, Запашных, Ольховиковых, Волжанских, Кио, Александровых-Серж, Кантемировых, Бегбуди, Ташкенбаевых, Ходжаевых и т. д. В цирке работали прославленные артисты: Юрий Никулин, Олег Попов, Михаил Румянцев, Ирина Бугримова, Маргарита Назарова, Людмила и Владимир Шевченко, Людмила Котова и Юрий Ермолаев, Валерий Денисов, Александр Корнилов, Степан Исаакян, Виктор Тихонов, Тамерлан Нугзаров, Владимир Довейко, Марина Маяцкая, Нелли Касеева и другие.
После фактической блокады Донецка в ходе Вооружённого конфликта на востоке Украины, начавшегося в 2014 году, цирк значительно расширил сотрудничество с «Росгосцирком», при поддержке которого осуществляется подготовка и показ новых цирковых программ.
Зал цирка рассчитан на 1850 посадочных мест. При цирке имеется гостиница. С 2015 года билеты в цирк продаются за российские рубли.